# Rathausbrücke
Le Rathausbrücke (en français : « Pont de la mairie », appelé jusqu'en 1896 Lange Brücke, puis jusqu'en 1951 Kurfürstenbrücke) est un pont qui enjambe la Sprée dans le quartier de Mitte à Berlin, en Allemagne. Il relie la Schloßplatz à la Rathausstrasse. Construit au début du XIVe siècle, il est rebâti plusieurs fois au cours de l'histoire. De 1703 à 1943, on y voyait une statue équestre de Frédéric-Guillaume Ier de Brandebourg sculptée par Andreas Schlueter. Le pont actuel a été construit de 2009 à 2012.

## Histoire

### Lange Brücke

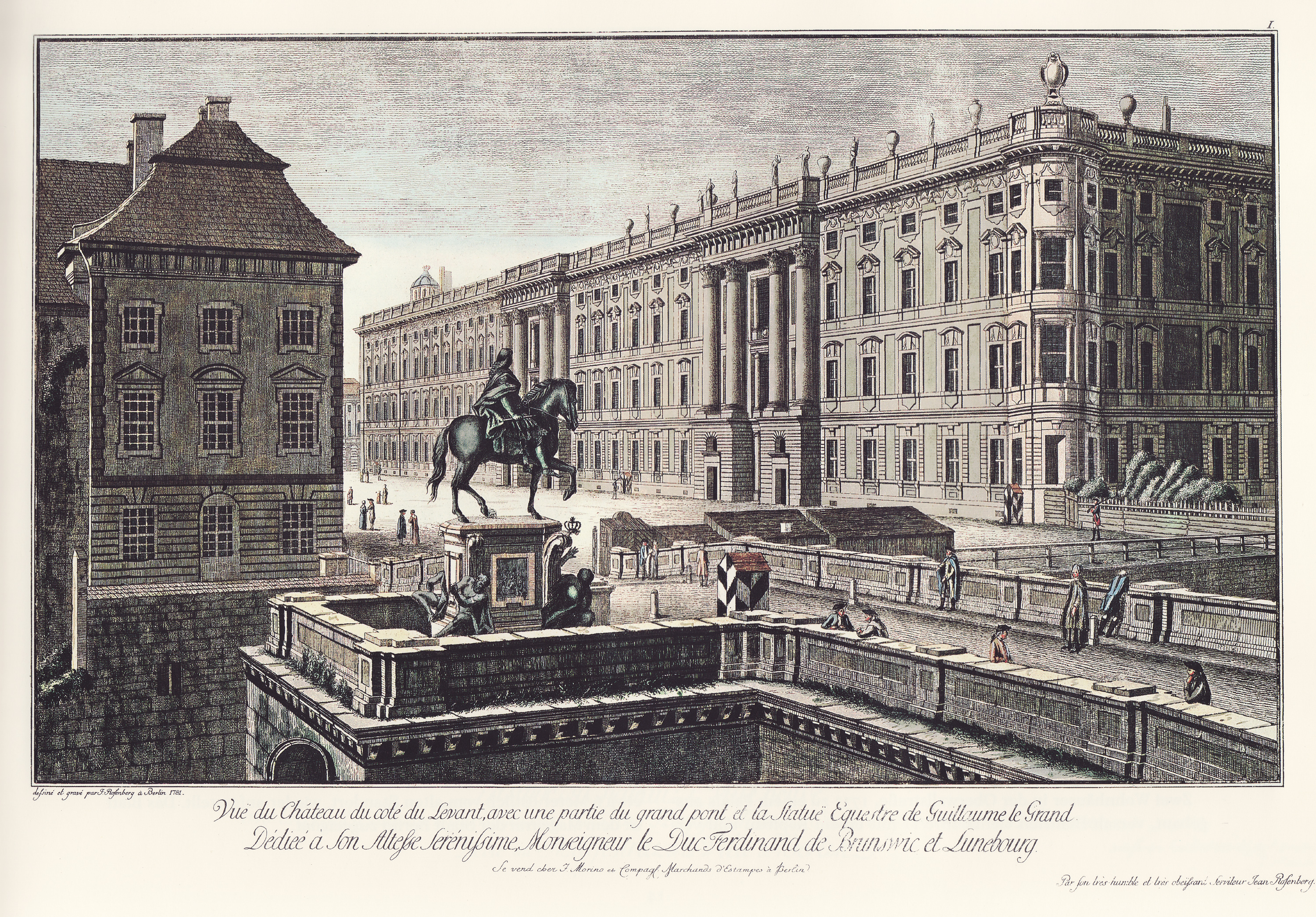
Le pont avec la statue équestre, le château de Berlin est derrière, gravure de Johann Georg Rosenberg, 1781.

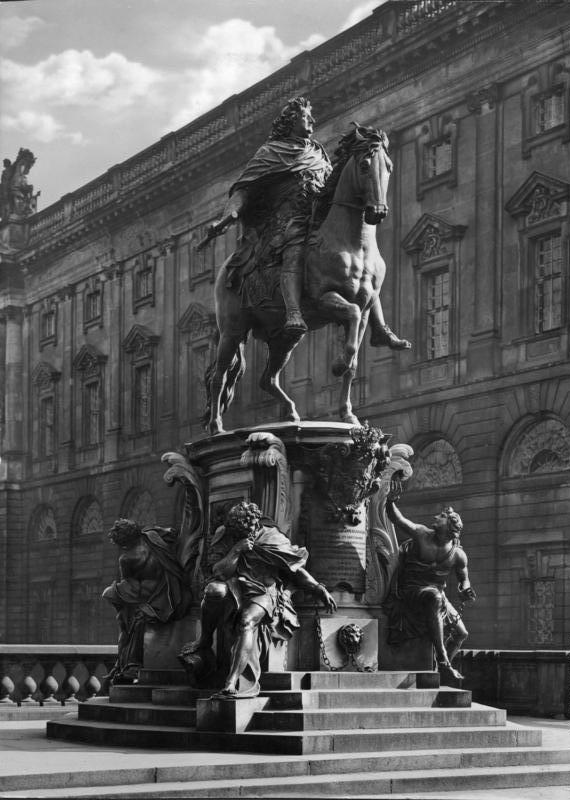
Vue de la statue équestre depuis le nord-est, derrière se trouvent les écuries, 1938.

En 1307, on a un pont en bois qui permet de se rendre de Berlin à Cölln et à Friedrichswerder sur l'île de la Sprée. Ce pont comporte 14 travées ; en raison de sa longueur, il est appelé le Pont long. Les navires peuvent y accoster mais ne peuvent passer dessous. Au XIVe siècle, lorsque les anciennes villes de Berlin et Cölln gagnent en importance, les autorités de la ville font construire leur premier hôtel de ville sur le pont.
Les réparations trop fréquentes au XVIIe siècle amènent à construire un nouveau pont. Les deux villes de Berlin et Cölln déboursent ensemble 400 talers pour la construction d'un nouveau pont en bois en 1661, l'électeur Frédéric prenant le bois de construction à sa charge. Le nouveau pont est une structure relativement simple, avec une balustrade trapue et une chaussée en bois revêtue de sable. La mairie n'est pas reconstruite dessus.
Trente ans après, Frédéric Ier charge l'architecte Johann Arnold Nering de construire un nouveau pont en pierre, mieux adapté aux bâtiments environnants des anciennes écuries et du Château de Berlin. L'ingénieur Jean Louis Cayart dirige les travaux qui débutèrent au printemps 1692 avec la pose de la première pierre le 5 novembre 1694.
Le nouveau pont comporte cinq arches, et est destiné à accueillir une statue équestre du grand électeur de Brandebourg. Les décorations du pont sont ajoutées en 1695, et la statue équestre du Grand Électeur, créée par Andreas Schlüter et coulée par Johann Jacobi, n'est dévoilée qu'en 1703. Elle était installée de telle manière que le cavalier tournait légèrement la tête vers la gauche vers le palais d'en face.

### Kurfürstenbrücke

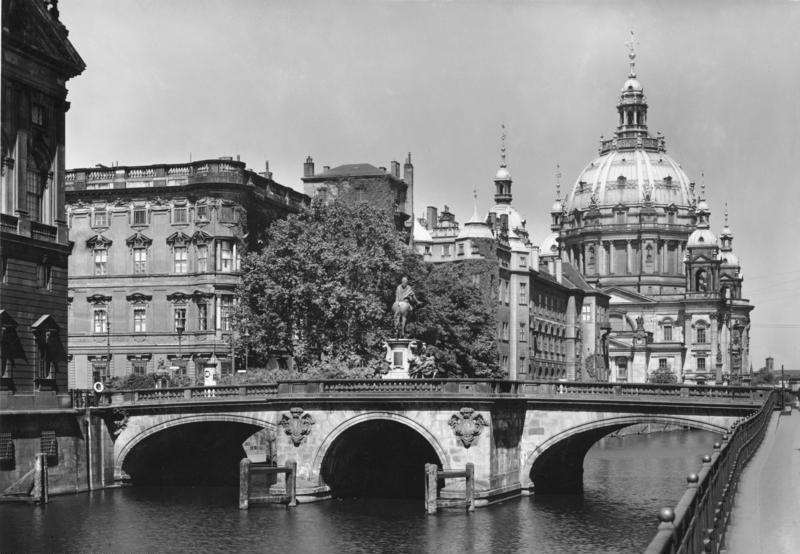
Vue du Kurfürstenbrücke depuis le sud-est, avec la Cathédrale de Berlin derrière, 1936.

Le Lange Brücke est utilisé durant deux cents ans. Malgré d'importantes réparations du pont effectuées par Karl Friedrich Schinkel  de 1817 à 1819, et bien que le pont ait été légèrement élargi, le trafic croît rapidement au XIXe siècle : selon un recensement de l'époque, 5 360 voitures y circulent en 13 heures. On envisage la construction d'un nouveau pont pour permettre le passage de bateaux de plus grande taille, le lit de la Sprée est aussi dragué pour augmenter sa profondeur.
Le pont est reconstruit en 1895 avec trois arches plus grandes. Rebaptisé en mai 1896 Kurfürstenbrücke, il est désormais la continuité de la nouvelle grande rue commerçante, la Königsstraße, qui marque l'entrée du vieux centre-ville de Berlin. Structurellement, l'espace pour la statue équestre est conservé ; la voie fait dix mètres de large et les trottoirs 3,90 m des deux côtés.
- Photographies du pont par Hermann Rückwardt (de)

Photographies du pont par Hermann Rückwardt
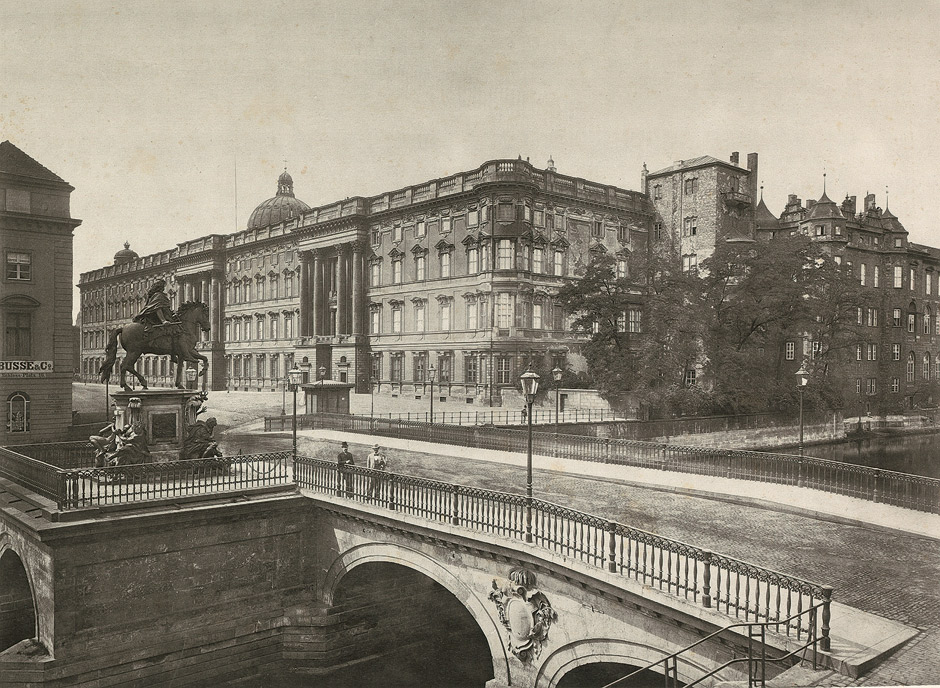
Vue du sud-est, 1874
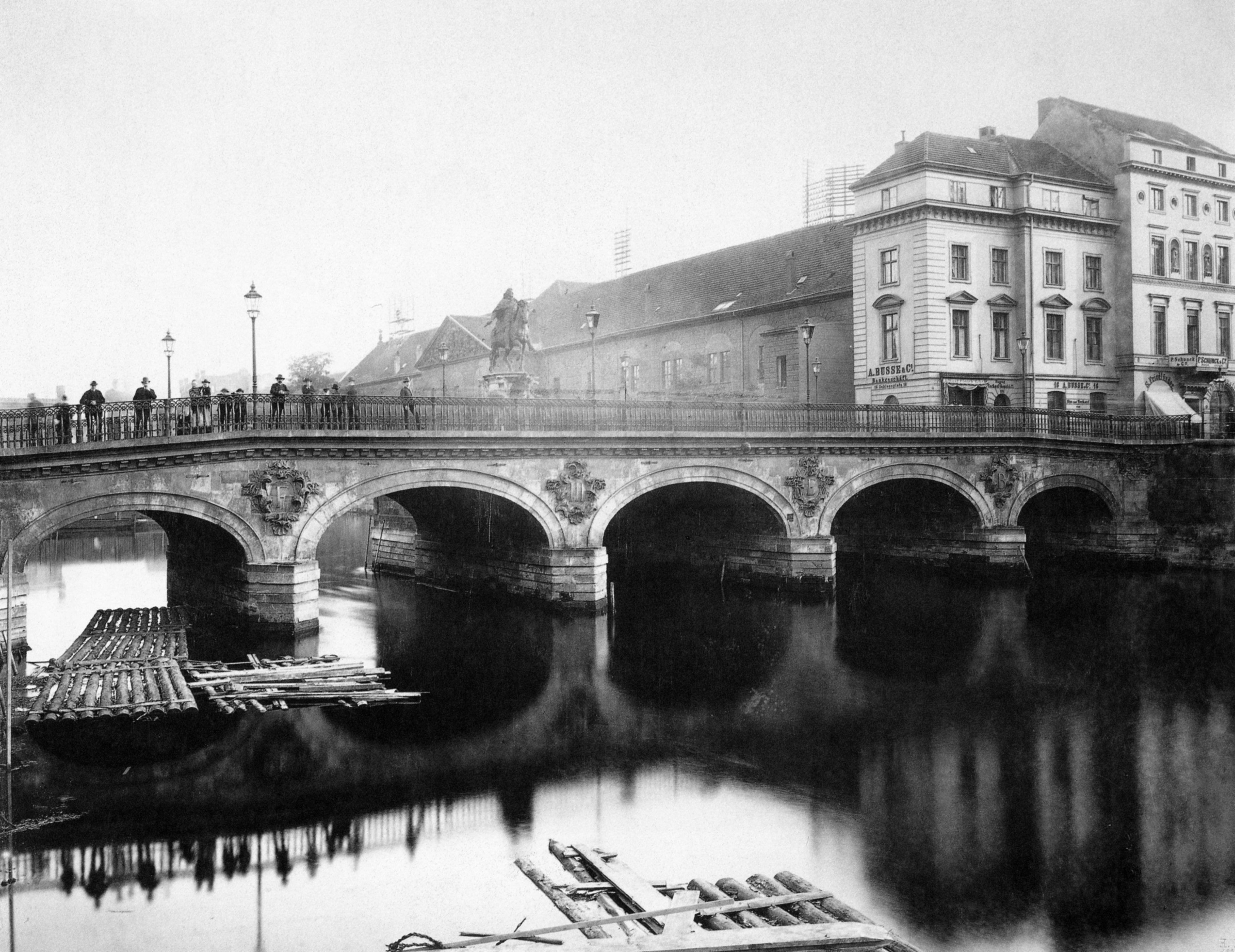
Vue du nord-est, 1889
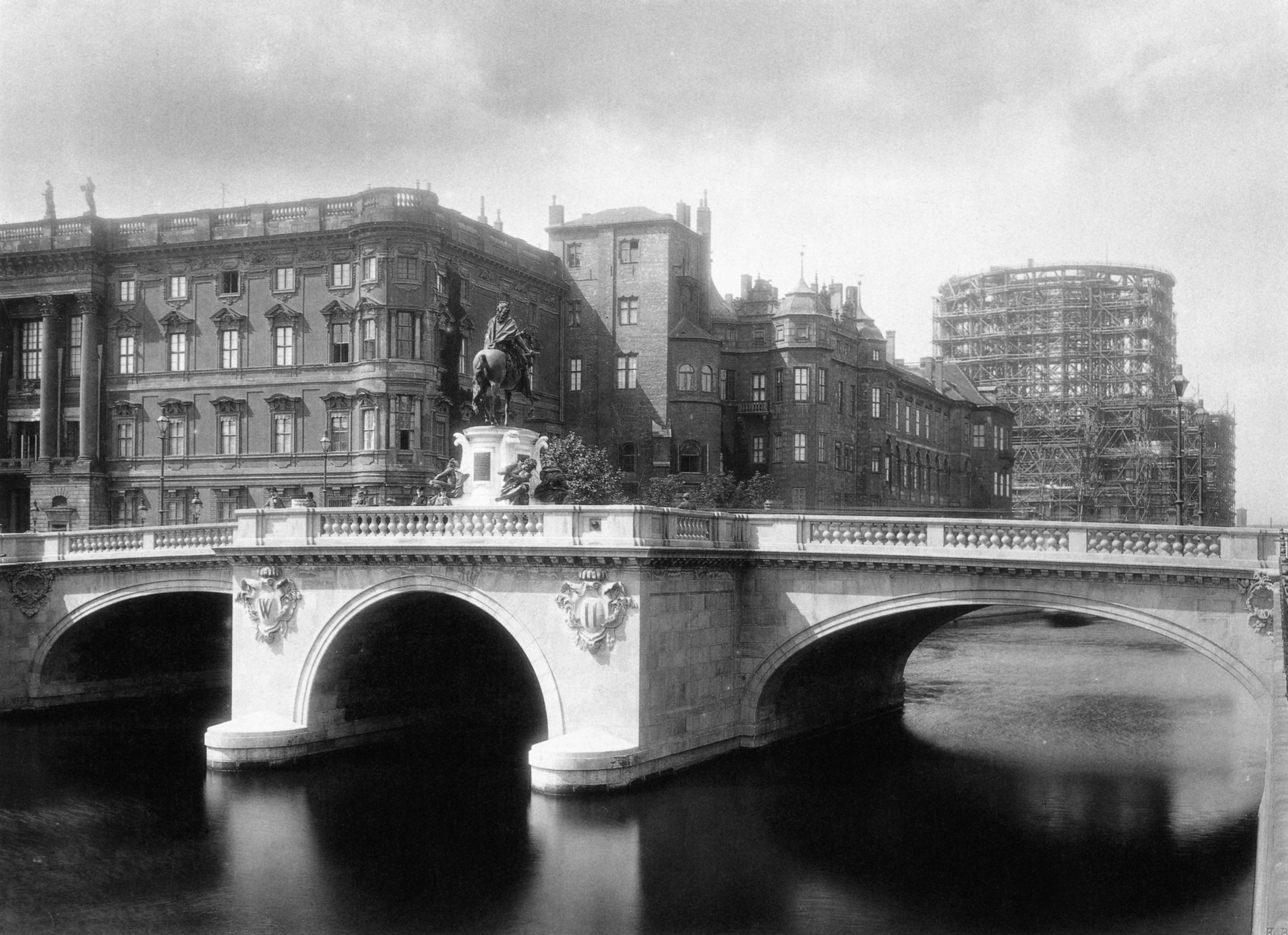
Vue du sud-est, 1896

### Rathausbrücke

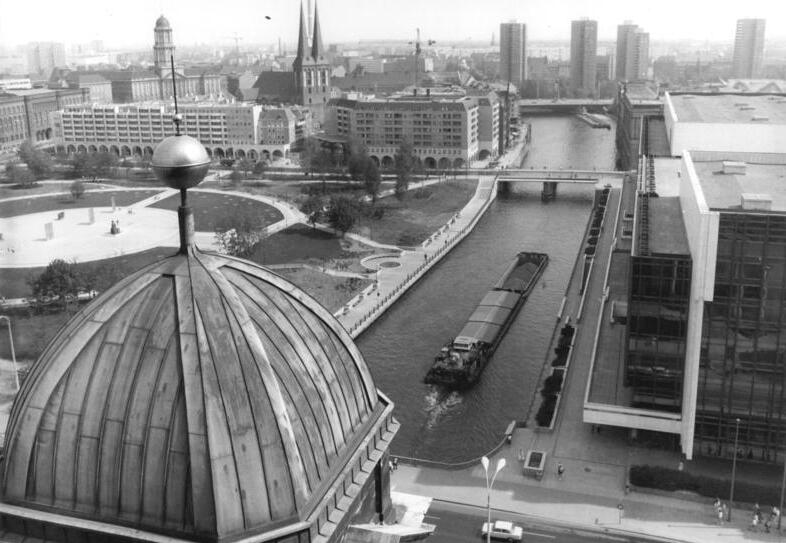
Vue de la cathédrale sur le Nikolaiviertel, en haut à droite le Rathausbrücke, 1986.

Au cours de la Seconde Guerre mondiale, vers la fin de la bataille de Berlin, le Kurfürstenbrücke subit de graves dommages lorsque les troupes de la Wehrmacht le font sauter ; seule la section médiane est encore debout ; la statue équestre a été déplacée. Après la guerre, des pièces de pont temporaires en bois permettent de traverser la Sprée à cet endroit. Dès 1946, des plans pour la reconstruction du pont sont élaborés, esquissés par l'architecte Richard Ermisch, entre autres. Entre 1947 et 1949, des poutres d'acier remplacent les structures temporaires. De graves dommages conduisent à la fermeture du pont à la circulation automobile en 1952. Les autorités est-allemandes décident d'une construction en poutres d'acier avec une chaussée en béton armé. Cet arrangement provisoire n'est réalisé qu'en 1974-1976 dans le cadre de la construction du Palais de la République avec une structure en acier de 29 mètres de long. Depuis lors, le Rathausbrücke, comme on l'appelle officiellement depuis 1951, est  réservé aux piétons et aux cyclistes. La statue équestre du Grand Électeur se trouve devant le château de Charlottenburg.
Avec la chute du mur de Berlin en novembre 1989 et la réunification allemande, la souveraineté administrative passe au Sénat de Berlin nouvellement formé. En 1999, celui-ci annonce un concours pour un nouveau pont. Les plans de l'architecte Walter A. Noebel, qui prévoit une construction moderne en béton armé sans piliers sont privilégiés.

## Reconstruction de 2012
Le nouveau pont, ouvert à la circulation le 27 septembre 2012, est un pont en arc qui enjambe la Sprée sans pilier central, ce qui libère pour le trafic maritime un passage de 26,50 mètres de large et 4,50 mètres de hauteur. Au niveau des culées, les voies riveraines traversent le pont des deux côtés. La superstructure est une structure à poutres composites en acier a une portée totale de 40,8O mètres. Quatre pylônes pourvus d'éclairages encadrent le pont.

## Sources
- (de) Eckhard Thiemann, Dieter Deszyk, Horstpeter Metzing, Berlin und seine Brücken. Jaron Verlag, Berlin 2003  (ISBN 3-89773-073-1), p. 51–56.
- (de) R. Borrmann, Die Lange Brücke (Kurfürstenbrücke) in Berlin. In: Zeitschrift für Bauwesen, Jahrgang 44 (1894), p. 327–344, Tableaux 41–42.